# Mukim di Berakas A
Berakas A è un mukim del Brunei situato nel Distretto di Brunei-Muara con 31.180 abitanti al censimento del 2011.

## Geografia antropica

### Suddivisioni amministrative
Il mukim è suddiviso in 20 villaggi (kapong in malese):
Lambak Kiri (Kurnia Rakyat Jati), Lambak Kiri A, Lambak B, Terunjing Lama, Terunjing Baru, Bee Seng Garden, Serusop, Lapangan Terbang Antarabangsa, Lapangan Terbang Lama, Jaya Setia, Jaya Bakti, Burong Pingai Berakas, Anggerek Desa, Jalan Menteri Besar, Orang Kaya Besar Imas, Pulaie, Pancha Delima, Delima Satu, Delima Dua, Pengiran Siraja Muda